# Mammuthöhle Buchenhüll
Die Mammuthöhle Buchenhüll ist eine natürliche Karsthöhle nahe Buchenhüll, einem Ortsteil der Stadt Eichstätt im oberbayerischen Landkreis Eichstätt.

## Lage
Die Höhle befindet sich etwa 2 Kilometer östlich von Buchenhüll. 

## Beschreibung

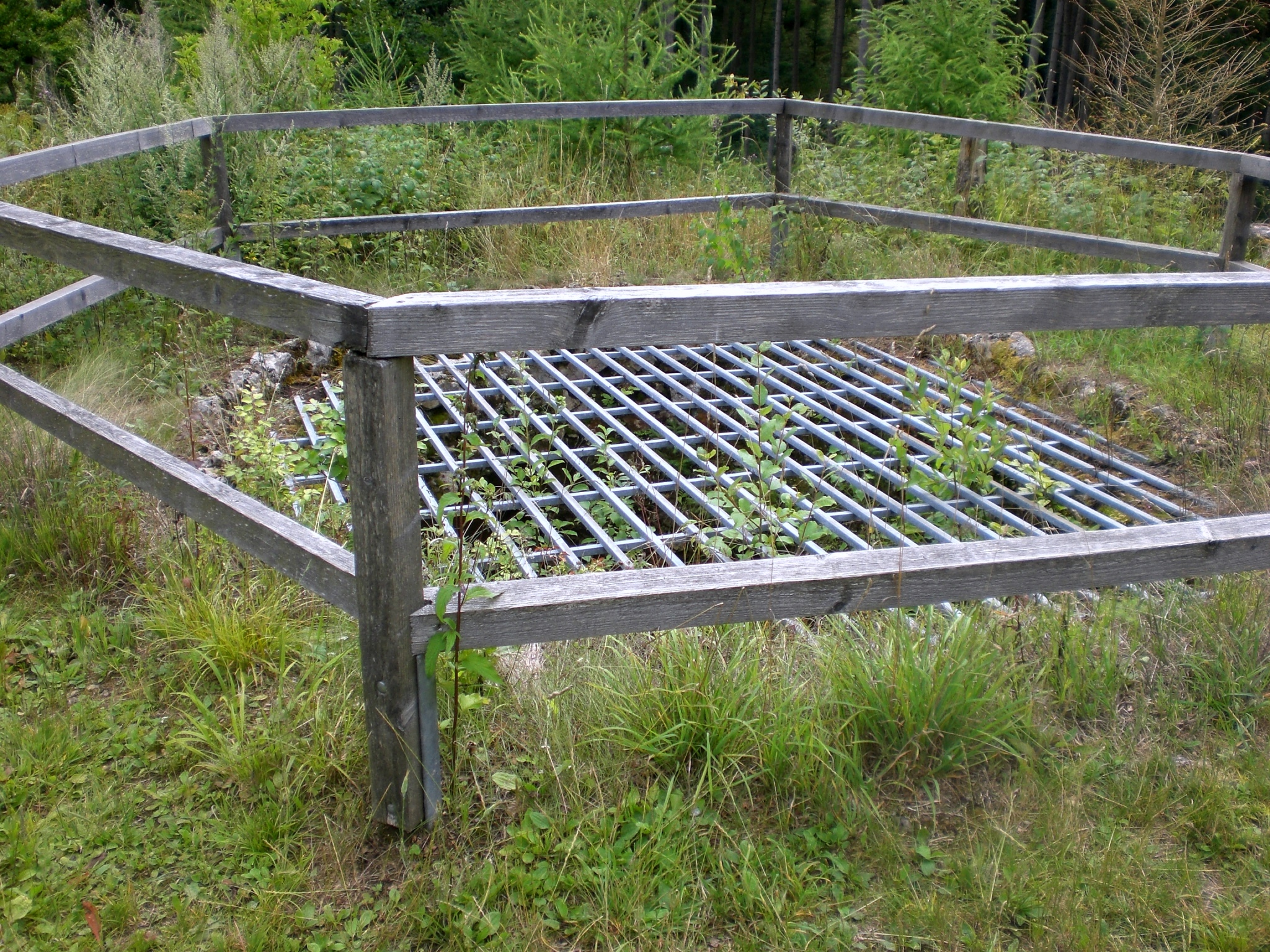
Mammuthöhle Doline

Die Höhle ist etwa 25 Meter lang, bis zu 5 Meter breit und 14 Meter hoch. Sie besitzt zwei Öffnungen. Ein Eingang befindet sich an der Ostseite einer Dolomitkuppe. Der zweite Eingang ist eine Einsturzdoline. Wegen wissenschaftlicher Grabungen ist die Höhle für die Öffentlichkeit verschlossen.
Die Höhle wird im Höhlenkataster Fränkische Alb (HFA) unter  K 6 und vom Bayerischen Landesamt für Umwelt als Geotop 176H003 ausgewiesen. Siehe hierzu auch die Liste der Geotope im Landkreis Eichstätt.

## Geschichte
Die Höhle wurde 1903 von einem Förster entdeckt und in den Jahren 1911/1912 von Karl Gareis und Max Schlosser untersucht. Man fand unter anderem das gut erhaltene Skelett eines Mammuts und die Überreste eines weiteren Exemplars sowie die Knochen von vier Wollnashörnern, drei Steppenwisenten, zwei Höhlenhyänen und zehn Rentieren. Die Tiere lebten wahrscheinlich während der Weichsel- bzw. Würm-Kaltzeit vor etwa 50.000 Jahren und fielen in das Wasser einer Doline.
Einige der Funde befinden sich im Ur- und Frühgeschichtlichen Museum in Eichstätt im Naturpark Altmühltal auf der Willibaldsburg.